# Les Chroniques de l'Amazonie sauvage
Les Chroniques de l'Amazonie sauvage est une série documentaire en 24 épisodes de 26 minutes, créée par Frédéric Lepage et produite par XL Productions.

## L'histoire

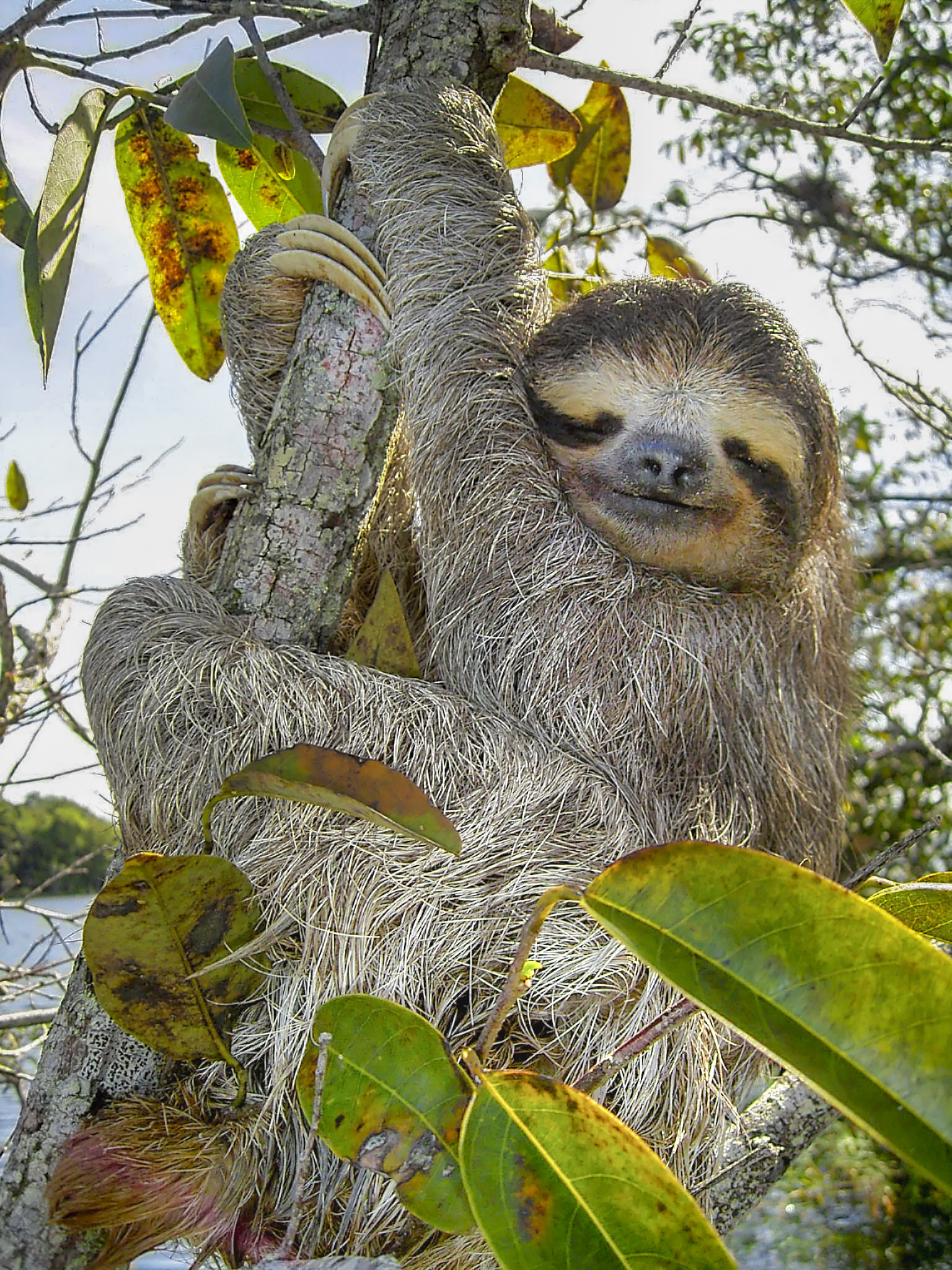
Un paresseux de la forêt amazonienne

Zucco et Calhoa, les deux jaguars, partagent le même territoire de la forêt amazonienne. Moins bon pêcheur que Calhoa, Zucco perd ses proies dans l'eau et il arrive que Calhoa les retrouve avant lui. Dans le jeu aussi, Zucco est moins habile que sa compagne, et chaque partie le voit perdre. Pendant ce temps, Luana, la femelle paresseux, sent qu'il va bientôt être temps de donner la vie. Pour cela, quand le veut son espèce, elle choisit patiemment l'arbre dans lequel elle donnera naissance à Xada. Ailleurs, les caïmans utilisent une technique de pêche bien différente de celle de Zucco : face au courant, ils attendent longuement, la gueule ouverte, que des petits poissons passent pour la refermer aussitôt et les avaler. Yacaré, lui, le jeune caïman n'a plus le temps pour la pêche. Il doit lutter contre le mercure que déversent les chercheurs d'or dans le fleuve. Il dérive, empoisonné et affaibli, ignorant quel mal l'attaque.
La saison des pluies est arrivée. L'Amazone et les multiples fleuves et rivières de la région grossissent et débordent au point d'inonder toute une partie de la forêt dont la végétation s'est habituée à vivre sous l'eau à certaines périodes de l'année. Kan et Kawil, les deux jeunes pumas, enfoncés dans la forêt, se soucient peu de cette crue et jouent. Non loin de là, Luana, comme chaque semaine, est descendue de son arbre pour déféquer. Tout le temps qu'elle passera au sol la rendra vulnérable et sans défense face aux prédateurs. Kan l'a sentie et, tandis qu'elle entreprend de retourner dans les arbres, il la convoite. Il s'agit désormais d'une course contre la montre pour Luana si elle veut espérer échapper au puma.
Les vautours, quant à eux, se disputent une carcasse de biche. L'un d'eux, exclu du groupe, jeune, blessé à une aile, incapable de voler et errant près d'une rivière, devient une proie facile pour les caïmans. Pendant ce temps, Calhoa, dans un rite sexuel qui annonce l'accouplement, provoque Zucco ; et Xada, la fille de Luana, nage pour traverser les terres inondées et rencontrer Doigt-Cassé, un paresseux mâle auprès duquel elle va désormais vivre. Wakima, la mère pécari a beaucoup à faire avec ses petits. Il lui faut les nourrir, les éduquer et les protéger des prédateurs. Et face à Zucco et Calhoa, elle va devoir les défendre et peut-être même se sacrifier pour qu'ils restent en vie. Attirant les deux jaguars dans un bois, elle espère enlever ses petits aux griffes des félins mais il va lui falloir se battre pour y échapper également. Et Malha, la mygale, étrangère à toute cette agitation bruyante, attend, tapie, qu'une proie, un crapaud ou une autre araignée, passe à sa portée pour en faire son repas. Tikemi, le jaguar noir, et sa sœur Willa s'amusent. Et découvrir un boa qui passait par là offre une occasion de jeu supplémentaire et un jouet à se disputer. Le serpent, qui ne peut pour se défendre que se rouler en boule et attendre qu'on s'éloigne, a bien du mal à résister aux griffes et aux dents de deux félins.
Les eaux ont maintenant repris tous leurs droits. Les capibaras, plus gros rongeurs du monde, profitent de leur existence au bord du fleuve. Chan, le vieux dauphin rose, pêche dans ce fleuve qu'il occupe depuis bien longtemps. Fatigué, usé, il se nourrit difficilement et attend que la vie le quitte. Loin de cette mort lente, les lamantins dansent dans les eaux quand les capucins, dans les arbres, se révèlent être d'incroyables acrobates. Calhoa, à l'écart, met bas. Mais sur les deux petits, l'un se montre aventurier. Sa mère absente, il se lance à la conquête de la forêt et appelle, une fois perdu, sa mère qui vient le chercher pour la ramener près de sa sœur. Mais un soir, ses cris d'alerte restent sans réponse, et le petit jaguar s'apprête à voir la nuit tomber sur lui. Quand le matin arrive, sa mère ne l'a toujours pas retrouvé.
Près des eaux, Yaga, la loutre, enseigne la vie à ses petits. Et dans le fleuve même, Chan, le vieux dauphin rose a été rejoint par une femelle, plus jeune que lui, et qui essaye de lui redonner goût à la vie. L'histoire s'achève avec les capibaras qui doivent changer de territoire et pour cela traverser le fleuve. Les petits caïmans viennent de naître et Yaga, aidée de la troupe, veille sur les petits, tout comme la forêt veille du mieux qu'elle peut sur la vie qu'elle abrite.

## Les animaux suivis
- Le jaguar mâle Zucco et Calhoa, la femelle qui l'accompagne
- Yacaré le caïman
- Luana la femelle paresseux et sa fille Xada
- Kan et Kawil, deux pumas de quelques mois
- Wakina le pécari
- Malha la mygale
- Tikemi le jaguar noir et sa sœur Willa
- Chan le vieux dauphin rose
- Yaga la loutre elle la avec ses enfants
- Witsimi sa mère Danta et Xhao cousin de Witsimi les tapirs
- Kay la mante brune
- Joao le jabiru
- Tui-Ouyou un autre jabiru

## Épisodes
1. Les larmes de la Lune
2. L'apprentissage de Witsimi
3. Zucco et le boa
4. La naissance de Xada
5. Le nid de Jabiru
6. Le mercure et le caïman
7. La nuit des tapirs
8. Les princes des prairies
9. La mort de Luana
10. L'orpheline
11. Le festin de la mygale
12. La survivante
13. Une mère héroïque
14. Le jour de la mante
15. Le farceur des cimes
16. L'enfant de la nuit
17. Le triomphe des eaux
18. Une vie de loutre
19. La pêche miraculeuse
20. Le fils de Calhoa
21. Bora
22. Le dauphin qui voulait mourir
23. Le grand départ
24. L'océan vert

### Fiche technique
- Auteur : Frédéric Lepage
- Réalisateur : Laurent Frapat
- Compositeur : Carolin Petit
- Narrateur : Pierre Arditi
- Directeur de la photographie : Éric Genillier
- Société de production : XL Productions
- Durée : 24 x 26 minutes ; 85 minutes (version long métrage)
- Année de production : 1997
- Première diffusion : 19 octobre 1997 sur France 3